# ヴィデロー航空710便墜落事故
ヴィデロー航空710便墜落事故とは1988年5月6日にノルウェーのブレンネイでヴィデロー航空の運行するデ・ハビランド・カナダ DHC-7（機体記号LN-WFN）が墜落した事故。トルガッテン事故 (ノルウェー語: Torghatten-ulykken) とも呼ばれる。事故の類型はCFITであり、20時29分30秒にブレンネイスン空港への着陸進入中に生じた。乗員乗客37人全員が死亡し、DHC-7の事故およびノルウェー北部地域で発生した事故としては最悪の死者を出した。直接の原因は、空港の4海里 (7.4 km; 4.6 mi)手前で高度を500mから170mに下げるべきところを、誤って8海里 (15 km; 9.2 mi)手前で下げたことだった。
事故調査では、航空会社の運航手順にいくつかの問題が見つかった。特に、コクピットにおける適切なコミュニケーションと、降下および進入プランについての相互統制の欠如が問題とされた。その一因として、航空会社がステライル・コックピット・ルールに従わず、乗客を操縦室の補助席に座らせていたことが挙げられた。航空会社によるパイロットの訓練も不十分だった。710便墜落事故は1982年から1993年の間にヴィデロー航空が起こした4件の事故のうち2件目であり、これらの事故で同社の運航と内部統制における問題が明るみに出た。

## 飛行
事故機は1980年に製造されたデ・ハビランド・カナダ DHC-7（愛称:ダッシュ7）のシリーズ102で、シリアル番号は28だった。1985年にヴィデロー航空が中古機として購入し、1985年11月8日に機体記号LN-WFNが割り当てられた。耐空証明は1987年11月4日に更新され、1988年11月30日まで有効だった。最後の飛行前の時点で飛行時間は1万6934時間、飛行サイクルは3万2347回だった。1988年4月15日に行われた事故直近の点検 (A-check) 以降では、147時間と30サイクル飛行していた。
機長はボードー出身の58歳男性で、1981年4月8日に航空従事者の免許 (D-certificate) を取得し、直近では1987年12月11日に更新していた。彼が最初にライセンスを取得したのは1949年で、1960年4月1日からヴィデロー航空で働いていた。最終更新の時点で彼は1万9886時間を飛行しうち2849時間がDHC-7によるものだった。DHC-7の定期訓練は1988年3月8日に完了していた。事故当時はスペインで6週間の休暇を過ごして仕事に戻ってきたところだった。
副操縦士の31歳男性はフロロー出身で、彼の免許 (C-certificate) はDHC-7での乗務を副操縦士に限定していた。免許は1987年1月5日に発行され、1988年2月23日からDHC-7で有効だった。彼は飛行トレーニングをアメリカで1977年に開始し、1979年に完了していた。ヴィデロー航空には1986年2月6日に雇用され、当初はデ・ハビランド・カナダ DHC-6に乗務していた。1988年2月からはDHC-7の副操縦士となった。飛行時間は6458時間で、うちDHC-7が85時間を占めた。なお28歳の客室乗務員は1983年からヴィデローに勤めていた。
事故当日の1988年5月6日午前、事故機はボードー空港からヴァーネスのトロンハイム空港へ向かい、再びボードー空港へ飛行していた。そこから再度トロンハイム空港に飛行して同空港で事故当事者の乗員に交代した。彼らは前日の18時50分にトロンハイム空港に到着して、5月6日16時15分にホテルを出た。計画では、710便はトロンハイム空港を発った後、ホクネソラのナムソス空港とブレンネイのブレンネイスン空港を経由して、ストッカのサンネシェーン空港に向かうはずだった。トロンハイム空港からの出発は定刻から1時間半遅れの19時23分になった。空港で他の航空機の技術的故障に巻き込まれたためである。乗員は機長・副操縦士・客室乗務員の3人だった。客室は満席でコックピットの折り畳み補助席 (jump seat) にも乗客を座らせていた。乗員乗客は計52人だった。
710便はナムソス空港に寄り16人を降ろした。これで乗客は33人に減ったものの、乗客はコクピットの補助席に座り続けていた。ナムソス空港からブレンネイスン空港への飛行では機長が操縦を担当した。20時07分にナムソス空港を出発し、20時13分にトロンハイム航空交通管制センターにフライトレベル90への上昇許可を承認された。飛行中、補助席の乗客は機長と会話を続けて、航空機の運航について質問をしていた。副操縦士は会話には加わらず、管制センターや航空会社の運航センターとの無線通信を引き受けた。
副操縦士は20時16分に航空会社に連絡し、20時32分に到着予定と伝えた。20時20分29秒、710便はトロンハイム航空交通管制センターに対してブレンネイスン空港の飛行場フライト情報サービス (AFIS) への切り替え許可を求め、管制センターはこれを承諾した。20時20分42秒、降下開始とAFISへの切り替えを告知した。20時22分34秒、710便は空港から25海里をフライトレベル80で飛行していると連絡した。AFISはこの領域に既知の航空機は存在しないこと・滑走路22が使用中・南東の風5ノット (9 km/h; 6 mph)・視程5海里・天候小雨・気温6℃と通知した。20時23分22秒から副操縦士は航空会社と62秒間の会話を交わし、乗客の一人をフェリーに間に合わせるためにタクシーを手配した。

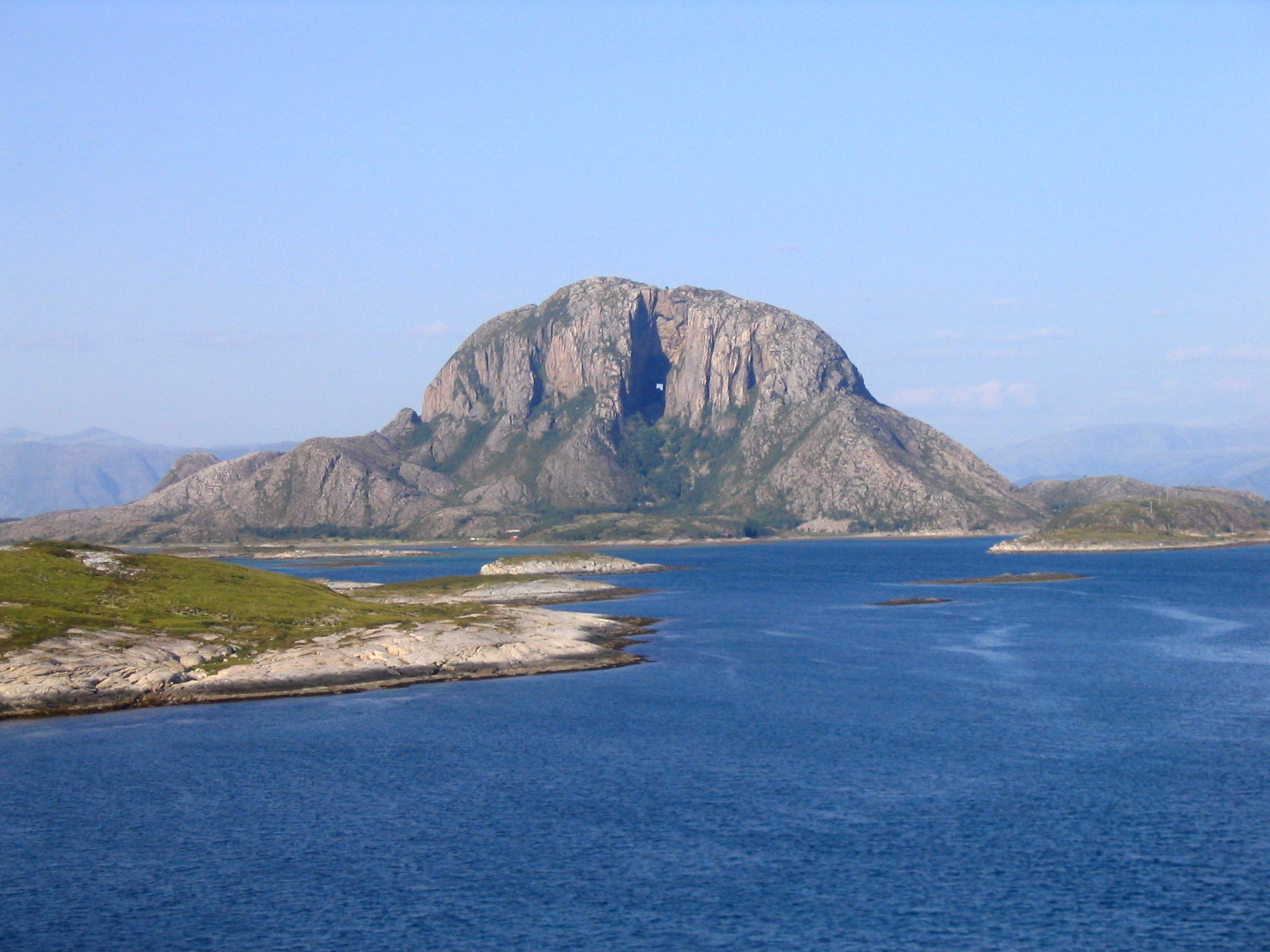
事故機が墜落したトルガッテン山

20時24分24秒、機長は降下チェックリストを読み上げ始めた。シートベルト着用サインが点灯し、客室乗務員は着陸へ向けて客室の準備を始めた。20時24分46秒、チェックリストの一部として、機長は副操縦士に「トルガッテン」で1500フィート（700メートル）に降下した後、さらに550フィート（170メートル）に降下すると伝えた。その直後、機長と副操縦士の間で部分的に不明瞭な会話が交わされた。その内容には燃料補給が必要かどうかという話が含まれていた。続けて補助席の乗客と機長との間での不明瞭な会話が記録された。20時26分37秒、超短波全方向式無線標識の方角と、ブレンネイスン空港の距離測定装置の確認が行われた。
進入チェックリストの読み上げは20時27分01秒に始まり、この時の高度は1500フィート（500メートル）だった。チェックリストの最初の項目は不明瞭な音声しか記録されていないが、最後の3つは聞き取れるものだった。20時27分32秒、機長はフラップと降着装置の展開を求め、副操縦士は直ちに応じた。これに伴い機体は70メートル上昇した。20時28分00秒、降着装置が固定されていることを確認した。4秒後、補助席の乗客が機長に対して、降着装置が故障した場合に使う予備のシステムはあるのかという質問をした。この時点で710便は1500フィートから降下し始めた。
20時28分10秒、AFISは710便に位置の報告を求め、20時28分13秒に副操縦士は空港から8海里と返答した。副操縦士は風について問い、AFISは方位220度から8ノットと返した。20時28分24秒に副操縦士はAFISからの情報を確認した。710便は550フィート（170メートル）まで降下し、以降墜落までこの高度を保ち続けた。20時28分55秒、補助席の乗客が短い会話を行った。3秒後、機長は「フラップ25度、プロペラは完全に順調 (25 degrees flaps and props fully fine)」と呼びかけ、2秒後に副操縦士が復唱した。20時29分04秒から19秒の間に着陸前チェックリストの確認は完了した。
飛行はナムソスを離陸して25秒後からオートパイロットにより行われていた。20時29分21秒、4基のエンジン全てでトルクが増加し、墜落直前に機体の角度が-2.5度から5度に上昇したことが記録されている。20時29分29秒、地上接近警報装置が「最低高度（minimum）」を警告し、20時29分30秒にトルガッテン山の西側斜面、標高170メートルの地点に衝突した。
事故機は山に対して15度から20度の角度で右舷を前にして突入した。7度（±1度）機首上げの姿勢だった。まず右翼の先端が山に接触し、第4エンジン（右翼外側）がこれに続いた。第4エンジンはすぐに脱落し、機体は回転を始め、右翼のバックリブの部分で引き裂かれ始めた。続いて機首と左翼の第2エンジン（左翼内側）までの部分が山肌にある窪地に衝突した。第1エンジン（左翼外側）が脱落し、左翼は2つのエンジンの間で分断され、胴体は2つに引き裂かれた。機体の前進運動は停止し、垂直尾翼を含む破片は回転しながら山腹から巻き上がり、左翼は炎上して爆発した。残りの部分は斜面を滑り落ち、その途中で右翼が発火した。

## 事故原因
調査委員会によると、事故の原因は710便が着陸進入を本来より4海里 (7 km; 5 mi)手前で開始して地形よりも低い高度を飛行したためであった。誤った進入が行われた原因ははっきりしなかった。だが乗員による複数の規律違反が行われていた。特に、内部統制の欠如により運行の問題を明らかにできなかったこと、操縦室での適切な手順（特に確認喚呼）が行われていなかったことが指摘された。航空機に技術的問題はなく、衝突の瞬間までパイロットは機体の完全なコントロールを握っていたため、この事故はCFITに分類される。
ランダムに抽出されたヴィデロー航空のパイロットへの聞き取りで、航空会社の訓練手順の問題が明らかになった。その一因は航空会社がDHC-7のフライトシミュレーターを保有していないことだった。コックピットにおける適正な手順と連携から逸脱することが常態化した企業風土もあった。フライトプランはしばしば相互監視手順を非現実的なものにし、その手順は普段からスキップされていた。710便ではチェックリストの確認に抜けは無かったが、降下と進入の際にブリーフィングや喚呼といった相互監視手段による確認を採用していなかった。
パイロットたちは降下中にいくつかの規律違反をしていた。一例として機長はブリーフィングで「トルガッテン」という地名を使ったが、この名前は地図に記載されておらず、付近の地名にも使われていなかった。一段階目の降下の時、乗員は高度750メートル（2500フィート）で水平飛行に入ったと考えていたが、実際には500メートル（1500フィート）だった。本来なら空港の4海里 (7 km; 5 mi)手前で始めるべきだった二段階目の降下を空港の8海里 (15 km; 9 mi)手前で開始したため、事故機は許容される最低限の高度以下で飛行することになった。
事故当時は計器飛行方式に従って飛行しており、トルガッテン山は霧に覆われていた。視程は計器飛行方式の許容範囲内だった。事故調査委員会は、ヴィデロー航空の作成した地図に、事故に影響した可能性のある5つの誤りを見つけた。それらは、DMRが使用不能と誤解させるような説明があること、運用停止したマーカービーコン「Torget」が地図上から削除されていないこと、Lekanからの垂直フライトプランが含まれていないこと、事故現場周辺の高度制限が視覚情報ではなくコメントによってしか説明されていないこと、最終アプローチをどのタイミングで始めるべきかについて混乱が見られることである。またヴィデロー航空のチェックリストでは降下中に超短波チャンネルの1つを社用周波数で使用するように指導していたが、この局面で安全に関わりのないコミュニケーションを行うのは望ましくないとして批判された。
710便は満席だったためコクピットの補助席に乗客の誰かが座ること自体は許されていた。座った乗客は航空会社と直接の関わりは無く、航空会社の知人を通じて機長に許可を得ていた。客室には乗客としてヴィデロー航空の社員が複数搭乗していた。会社の規則に従うなら、部外者の代わりに、彼らの中の誰かがコクピットの補助席を占めるべきだった。またナムソス空港からブレンネイスン空港への飛行では空席が生じていたにもかかわらず、乗客は補助席に座り続けていた。委員会は、補助席の乗客との会話が、飛行の重要な局面で機長の注意力と集中力を職務から引き離したのではないかという印象を述べた。この会話は、二人のパイロット間のコミュニケーションと相互監視手順を混乱させることにもなった。

## 機体の回収と調査
710便はブレンネイスン空港から5海里 (9 km; 6 mi)南西にあるトルガッテン山に墜落した。山頂の標高は271メートルで、この山を除くと一帯は平坦な地形が広がっている。事故機が衝突したのは40度傾斜した西側斜面だった。予定された航路は山から800メートル離れていた。残骸は衝突地点から60ないし100メートル下った場所に散乱していた。
墜落後にAFISが繰り返し710便に呼びかけていたところ、航空機の飛行音と衝突を目撃したというトルガッテン付近の住人からの通報が寄せられた。ブレンネイスンの消防署と、医師を乗せたドクターヘリが現場へ派遣された。低く立ち込める雲、火災、現場の地形や暗闇のため救助作業は難航した。医療要員や空港管理者を乗せたヘリコプターは21時25分に到着し、空港には親族の出迎え場所が設けられた。23時30分、生存者の見込みはなく、捜索から事故調査へ移ることが警察から発表された。霧のため遺体の確認が遅れたが乗員乗客全員の死亡が翌日に確かめられた。75人のノルウェー軍兵士が機体の回収作業に加わった。
ノルウェー事故調査委員会 (AIBN) は21時10分に事故発生の通告を受けた。ノルウェー軍中将のWilhelm Mohrを座長とし、パイロットのHallvard Vikholt、中佐のAsbjørn Stein、警察庁長官Arnstein Øverkilを加えた4人のメンバーが選出された。悪天候のために彼らがブレンネイに集結したのは5月7日の15時だった。同日、ノルウェー国家犯罪捜査局がAIBNの支援に加わった。また、カナダ運輸安全委員会から6人が調査の支援に参加し、これにはデ・ハビランド・カナダとプラット・アンド・ホイットニー・カナダの担当者が含まれていた。ヴィデロー航空の4人の担当者が委員会からの聴取に備えた。AIBNのメンバーは後に心理学者のGrethe Myhreが加わり、ØverkilはArne Huuseに交代した。
5月7日にノルウェー民間航空庁（現：アビノール）が調査を行い、超短波全方向式無線標識/距離測定装置 (VOR/DME) システムは正常に働いていたことを明かした。AIBNはブレンネイスン空港のハンガーを拠点とし、そこにヘリコプターを使って機体の残骸を運び込んだ。遺体は身元確認のためトロンハイム大学病院へ運ばれた。技術的な調査は5月9日に始まった。フライトデータレコーダーとコクピットボイスレコーダーは情報を取り出し可能な状態で回収され、イギリスの航空事故調査局に送られた。マイクを不適切に使用していたことから機長の声を解読するのには困難が伴ったものの、機内の会話や出来事の系列を再構築すること自体は可能だった。5月10日には首相のグロ・ハーレム・ブルントラントが参加して追悼集会が開かれた。11日にはノルウェー軍による作業が、13日には警察による現地調査がそれぞれ終了した。
2013年5月、710便の乗客2人が携帯電話（Mobira NMT-450）を機内に持ち込んでいたことが委員会に知らされた。当初の調査では触れられていなかったこの事実に対し、AIBNは携帯電話の存在が垂直航行に影響した可能性について再調査を始めた。2013年12月、AIBNは携帯電話は事故に関係していないという結論に至った。携帯電話が電波干渉を引き起こしていた兆候はなく、電波干渉が事故に関与したことを示す事実も見つからなかったためである。

## その後
710便墜落事故はDHC-7が起こした死亡事故および全損事故としてそれぞれ2例目だった。また、現在もDHC-7の事故で最多の死者を出した事例として記録されている。発生時点ではノルウェー史上3番目に犠牲者の多い航空事故であり、その犠牲者数は1961年のHoltaheiaにおけるビッカース・バイキング墜落事故および1972年のブラーテンズSAFE 239便墜落事故に続くものだった。1996年に起きたヴヌーコヴォ航空2801便墜落事故では710便を上回る死者が出たため、現在はノルウェー史上4番目となっている。ノルウェー北部地域に限れば、710便事故の死者数は今も最多である。
委員会はヴィデロー航空に対してブレンネイスンの地図を更新すること、着陸に関する手順を見直して改善すること、パイロットに飛行運行規則の遵守を徹底させて内部統制を改善すること、ステライル・コックピット・ルールを導入することを勧告した。また民間航空庁に対してブレンネイスンへの飛行経路を変更してトルガッテン山周辺の飛行高度を高くするように勧告した。710便事故はヴィデロー航空が1982年から1993年の間に起こした4つの死亡事故のうち2つめだった。ヴィデロー航空933便墜落事故ではコックピットにおける悪習が原因として指摘されたものの、ジェット戦闘機との衝突説が陰謀論的に語られたことが一因となり、航空会社側の問題は十分に改善されなかった。710便の後に起きた2つの事故（1990年のヴィデロー航空839便墜落事故と1993年のヴィデロー航空744便墜落事故）でも航空会社に運行上の問題が見つかった。
事故をめぐる報道は過熱した。事故後の追悼集会には複数の報道機関が参加し、新聞の一面には悲嘆する犠牲者遺族のクローズアップ写真が使われた。侵害的な写真を使用したタブロイド紙『Dagbladet』に対する苦情申立についてノルウェーの出版苦情申立委員会は問題なしとした。だがこの事故の報道はノルウェーのジャーナリストたちの間で事故報道の在り方について議論が始まる契機となった。その結果、悲嘆する個人の姿をメディアは報道するべきではないとされ、以降ノルウェーのメディアではこのポリシーに従って厳格な自己規律が導入されるようになった。
2007年10月29日、ブレンネイスン空港に人工衛星を利用した着陸システムSCAT-Iが導入された。アビノールの Steinar Hamar は導入記念式典でこのようなシステムがあれば710便事故や1993年にナスモス空港で起きた744便事故を防げただろうと述べた。このシステムは2013年にアビノールの管轄するほとんどの地域空港に導入が完了する予定である。